# Ustawa o ochronie bielika amerykańskiego

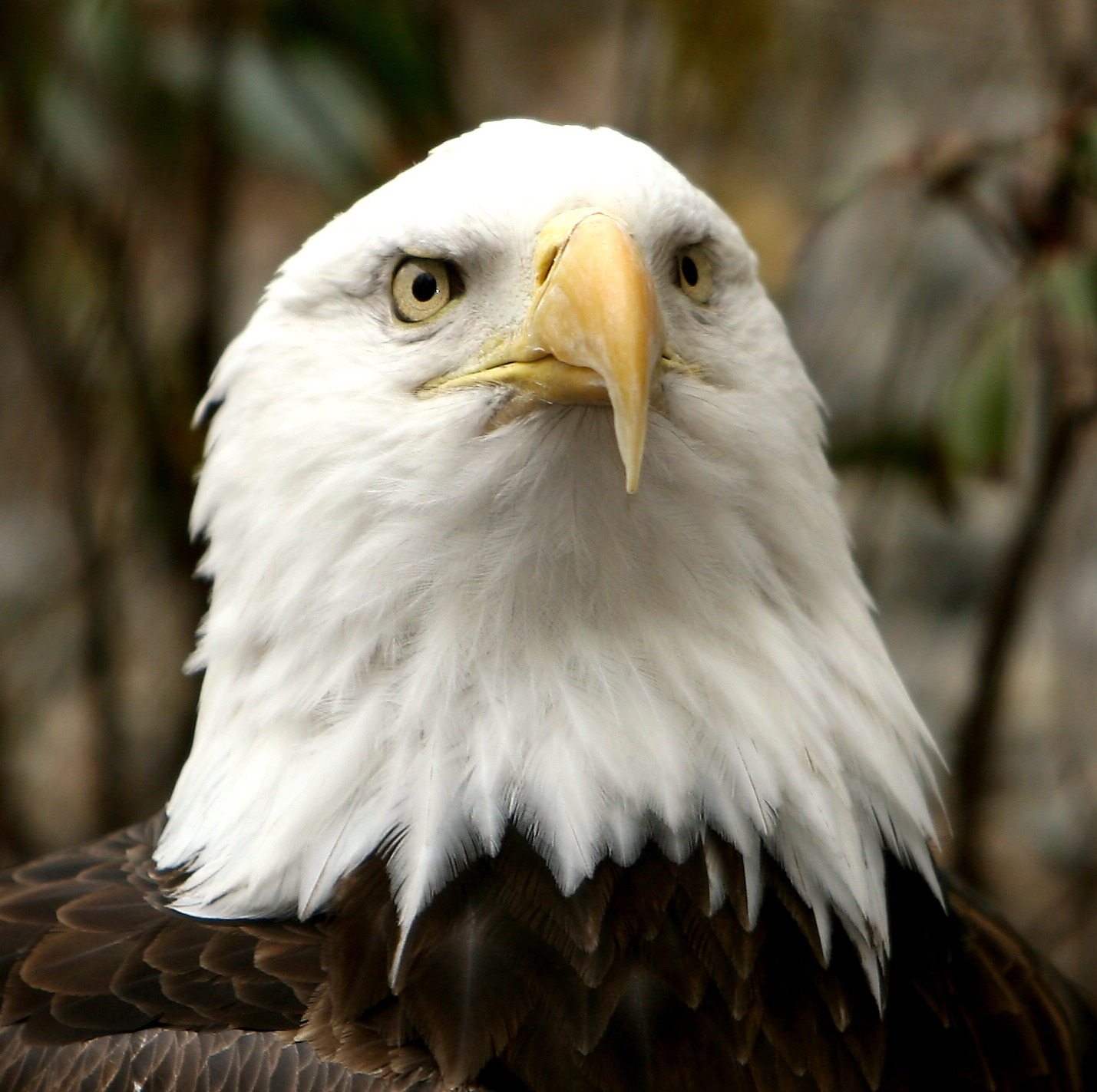
Bielik amerykański – gatunek chroniony na mocy ustawy

Ustawa o ochronie bielika amerykańskiego (ang.: Bald Eagle Protection Act) – akt prawny Kodeksu Stanów Zjednoczonych wydany w roku 1940 (Tytuł 16) chroniący przed łapaniem w pułapki, przetrzymywaniem oraz handlem dwa gatunki ptaków: bielika amerykańskiego (jako symbolu narodowego Stanów Zjednoczonych) i orła przedniego (mimo że nazwa aktu wskazuje tylko na tego pierwszego). Wyjątkowego zwolnienia z tego zakazu może udzielić tylko Sekretarz Spraw Wewnętrznych (ang.: United States Secretary of the Interior) stojący na czele Departamentu Zasobów Wewnętrznych Stanów Zjednoczonych USA.
W 1994 r. prezydent USA Bill Clinton ustanowił politykę dotyczącą kolekcjonowania i dystrybuowania piór orłów dla celów religijnych rodzimych mieszkańców Ameryki.